# Tarcísio Taborda
Tarcísio Antônio Costa Taborda OMM (Bagé, 13 de julho de 1928 — 13 de março de 1994) foi um historiador, professor universitário e magistrado brasileiro.

## História
Nasceu em Bagé, Rio Grande do Sul, em 13 de julho de 1928, filho de Attila Taborda e Júlia Costa Taborda. Seus estudos primários foram feitos com sua mãe, e o secundário no Colégio Nossa Senhora Auxiliadora em Bagé. Entre 1951 e 1955, exerceu o magistério secundário nos Ginásios Espírito Santo e Professora Melanie Granier, e na Escola Técnica de Comércio do Colégio Nossa Senhora Auxiliadora, lecionando História do Brasil, Elementos de Economia Política, Português e Latim. Em 1952, bacharelou-se em Ciências Jurídicas e Sociais pela Faculdade de Direito da Universidade Federal do Rio Grande do Sul, advogando até 1955; a partir daí, passa a Magistrado. Exerceu o magistério superior nas Faculdades de Filosofia Ciências e Letras e de Direito, integrante das Faculdades Unidas de Bagé (FUnBA) – Fundação Attila Taborda. Proferiu conferências e palestras para organizações civis, educacionais e militares de diversas regiões do país e promoveu cursos de História do Rio Grande do Sul e História de Bagé, em 1965, 1969, 1970 e 1984. Foi colaborador dos jornais Correio do Povo (Porto Alegre), Correio do Sul (Bagé) e Revista Militar Brasileira, do Rio de Janeiro.
Tarcísio fundou o Museu Dom Diogo de Souza, onde conseguiu reunir um importante acervo sobre a gente e sobre os fatos históricos da nossa região. Também tratou de preservar as fundações do Forte de Santa Tecla, e ali ele criou outro museu, para recolher as peças, que eram encontradas nas escavações que pessoalmente orientava.
Pelo seu trabalho constante, desenvolvido no campo histórico e na área intelectual, foi conduzido ao Conselho Estadual de Cultura. Ao Instituto Histórico e Geográfico do Rio Grande do Sul, à Academia Rio-Grandense de Letras, e à Academia de Letras de Curitiba. Também recebeu as seguintes condecorações: Medalha Cultural Imperatriz Leopoldina, do Instituto Histórico e Geográfico de São Paulo; Medalha Mérito Santos Dumont, do Ministério da Aeronáutica; e a Medalha do Pacificador, do Ministério do Exército.
Em 1994, Taborda foi admitido pelo presidente Itamar Franco à Ordem do Mérito Militar no grau de Oficial especial.
Tarcísio morreu em um acidente de automóvel na BR-293 em 13 de março de 1994, aos 66 anos, quando ele e sua esposa, Neusa Vaz Silveira, voltavam de sua fazenda. Ele é o patrono do Núcleo de Pesquisas Históricas e do Arquivo Público Municipal de Bagé.

## Homenagens
Levam o seu nome o Diretório Acadêmico do Curso de Direito e o Grupo de Arte e Pesquisa Gaúcha da Universidade da Região da Campanha, o Complexo Cultural onde se localiza o Arquivo Público Municipal de Bagé, e o Núcleo de Pesquisas Históricas localizado no Museu Dom Diogo de Souza.
Tarcísio Taborda foi homenageado em 18 de dezembro de 2008, no Museu Histórico Nacional, com a Medalha do Mérito Museológico, recebida por sua filha Maria Bartira.